# Jürgen Thorwald
Jürgen Thorwald (ur. jako Heinz Bongartz 28 października 1915 w Solingen, zm. 4 kwietnia 2006 w Lugano) – niemiecki pisarz, dziennikarz i historyk, szczególnie znany z książek opisujących historię medycyny i II wojny światowej.

## Twórczość
Książki wydane w języku polskim (chronologicznie według pierwszego wydania niemieckiego):
- Wielka ucieczka (1949 i 1950 jako osobne tomy, 1951 całość), wyd. polskie 1995
- Krew królów: Dramatyczne dzieje hemofilii w europejskich rodach książęcych (1954)
- Stulecie chirurgów. Według zapisków mojego dziadka, chirurga H. St. Hartmanna (1956) wyd. pol. Wydawnictwo Literackie 1977
- Triumf chirurgów: Według zapisków mojego dziadka, chirurga H. St. Hartmanna (1958)
- Dawna medycyna, jej tajemnice i potęga: Egipt, Babilonia, Indie, Chiny, Meksyk, Peru (1962) wyd. pol. Wydawnictwo Ossolineum 1990 ISBN 83-04-03344-5.
- Stulecie detektywów (1964)
- Godzina detektywów. Rozwój i kariera kryminalistyki (1966)
- Pacjenci (1971)
- Iluzja: Żołnierze radzieccy w armii Hitlera (1974)
- Kruchy dom duszy: Wielka odyseja chirurgii mózgu wyd. pol. Wydawnictwo Literackie, 1986 ISBN 83-08-02581-1.
- Męska plaga: Seks, pożądanie i kłopoty z prostatą wyd. pol. Wydawnictwo Znak, sierpień 2011 ISBN 978-83-240-1804-8[1]
- Ginekolodzy, wyd. pol. Wydawnictwo Marginesy, 13 stycznia 2016 ISBN 9 788365-282255